# Anapausis albohalterata
Anapausis albohalterata är en tvåvingeart som beskrevs av Oswald Duda 1928. Anapausis albohalterata ingår i släktet Anapausis och familjen dyngmyggor. Inga underarter finns listade i Catalogue of Life.